# Objaw Liepmanna
Objaw Liepmanna (niem. Liepmannscher Versuch, ang. Liepmann's sign) – wyzwolenie omamów wzrokowych w majaczeniu alkoholowym poprzez delikatny ucisk gałek ocznych. Opisany przez Hugona Liepmanna.